# ويليام إي. بيرني
ويليام إي. بيرني هو سياسي أمريكي، ولد في 11 سبتمبر 1893 في هوبارد في الولايات المتحدة، وتوفي في 29 يناير 1969 في دنفر في الولايات المتحدة. نشط حزبياً في الحزب الديمقراطي. وقد انتخب عضو مجلس النواب الأمريكي ‏.